# Vero y Prisco
Vero y Prisco fueron dos esclavos de la Antigua Roma que se convirtieron en gladiadores famosos durante los reinados de Vespasiano y Tito, hacia finales del siglo I. El combate que ambos mantuvieron fue el momento culminante del día de apertura de los juegos celebrados por Tito para inaugurar el Anfiteatro Flavio (más tarde conocido como Coliseo) en el año 80.
El combate fue registrado en un poema laudatorio de Marco Valerio Marcial, y constituye la única descripción detallada de un combate de gladiadores que ha llegado hasta nuestros días. Ambos gladiadores fueron declarados victoriosos en el combate, y ambos fueron premiados por el emperador con su libertad en un final único.

## Texto de Marcial
Marcial, Liber spectaculorum, XXVII (XXIX):
| Mientras que Prisco y Vero alargaban el enfrentamiento, Y por largo tiempo la lucha fue igualada en ambos lados, Altos y repetidos gritos reclamaban la libertad para los hombres; Pero César siguió su propia ley; — Era la ley de luchar con el escudo hasta que un dedo se alzase: — Hizo lo que le estaba permitido, a menudo dio comidas y regalos. Pero se llegó al final con la misma igualdad: Iguales al luchar, iguales al ceder. César envió espadas de madera a ambos y palmas a ambos: Por tanto, el coraje y la habilidad recibieron su premio. Esto no tuvo lugar ante ningún príncipe salvo tú, César: Cuando dos lucharon, ambos fueron victoriosos. | Cum traheret Priscus, traheret certamina Verus, esset et aequalis Mars utriusque diu, missio saepe uiris magno clamore petita est; sed Caesar legi paruit ipse suae; — lex erat, ad digitum posita concurrere parma: — quod licuit, lances donaque saepe dedit. Inuentus tamen est finis discriminis aequi: pugnauere pares, subcubuere pares. Misit utrique rudes et palmas Caesar utrique: hoc pretium uirtus ingeniosa tulit. Contigit hoc nullo nisi te sub principe, Caesar: cum duo pugnarent, uictor uterque fuit. |

## Discusión
Prisco y Vero eran esclavos que habían ascendido a lo largo de los rangos de gladiadores. Prisco nació esclavo en la Galia, mientras que Vero nació libre y es conocido principalmente por su combate con Prisco.
El combate entre Prisco y Vero tuvo lugar el primer día de los juegos que celebraban la inauguración del Coliseo. Estos juegos ofrecían al público combates de gladiadores, espectáculos con animales y simulaciones de batallas navales. Su función esencial era contentar al pueblo e incrementar la popularidad del emperador. Desde tiempos de Julio César, los combates de gladiadores permitían controlar al pueblo de Roma: satisfacían su sed de acción y canalizaban cualquier frustración que el pueblo pudiese tener contra el poder.
El relato de Marcial sobre el combate entre Prisco y Vero muestra un resultado inesperado y extremadamente raro. Normalmente, los combates entre gladiadores sólo terminaban cuando un combatiente elevaba un dedo en señal de derrota. Sin embargo, existían otros modos de terminar un combate: se denominaba missio a una acción mediante la cual un luchador podía ser retirado de un combate. Eso no quiere decir que dejase de ser gladiador, sino que dejaba el combate y volvía a los entrenamientos.
El missio ocurría de dos maneras: la primera era que uno de los participantes se rindiese, pero fuese indultado. La segunda posibilidad era un empate. El empate podía ser solicitado por el público o por los propios luchadores, que hacían un gesto mediante el cual entregaba cada uno su espada al otro oponente. Sin embargo, los empates eran vistos con desdén.
El combate entre Prisco y Vero tuvo un final realmente inusual porque los dos combatientes fueron declarados vencedores. Esto marcaba un inicio triunfante a los juegos inaugurales y daba una imagen muy positiva de Tito. Muestra, según Marcial, la justicia de Tito al mantener la regla de la rendición hasta el final, y también valora justamente la capacidad de los gladiadores.

## Otras fuentes
- Bowman, Alan, Peter Garnsey, and Dominic Rathbone. The Cambridge Ancient History Volume XI: The High Empire, A.D. 70-192. 2nd ed. Cambridge University Press, 2000.
- Hornblower, Simon; Spawforth, Anthony (2003). Oxford Classical Dictionary [Diccionario clásico de Oxford] (en inglés). Oxford University Press. ISBN 0-19-866172-X.
- Traver, Andrew G. From Polis to Empire – The Ancient World, c. 800 B.C.-A.D. 500: A Biographical Dictionary. 1st ed. Greenwood Press, 2002.

- Datos: Q2590355